# Scottish FA Cup 1892/93
Der Scottish FA Cup wurde 1892/93 zum 20. Mal ausgespielt. Der wichtigste schottische Fußball-Pokalwettbewerb, der vom Schottischen Fußballverband geleitet und ausgetragen wurde, begann am 26. November 1892 und endete mit dem Finale am 25. Februar 1893 im Ibrox Park von Glasgow. Als Titelverteidiger startete Celtic Glasgow in den Wettbewerb, das sich im Vorjahresfinale gegen den FC Queen’s Park durchgesetzt hatte. Im diesjährigen Endspiel um den Schottischen Pokal standen sich erneut die beiden Vereine aus Glasgow gegenüber. Queen’s Park revanchierte sich mit einem 2:1-Erfolg im Wiederholungsfinale für die Niederlage im Jahr zuvor und gewann bei der elften Finalteilnahme zum zehnten Mal in der Vereinsgeschichte den schottischen Pokal. Für Celtic war es die zweite Niederlage im dritten Endspiel. Das dritte aufeinandertreffen der beiden Vereine in einem Finale fand im Jahr 1900 statt, Celtic gewann dabei mit 4:3. Für den FC Queen’s Park war es das letzte Endspiel im Scottish FA Cup. Bis 1923 blieb das Team Rekordsieger des Wettbewerbs, ehe Celtic mit zehn gewonnenen Titel gleich zog. 1936 holten die Glasgow Rangers ihren zehnten Pokalerfolg. In der ewigen Siegerliste des Scottish FA Cup ist der FC Queen’s Park auf Platz drei gelistet.

## 1. Runde
Ausgetragen wurden die Begegnungen am 26. November 1892. Die Wiederholungsspiele fanden am 17. Dezember 1892 und 21. Januar 1893 statt.
|                                         | Ergebnis |                              |
| --------------------------------------- | -------- | ---------------------------- |
| FC Abercorn                             | 6:0      | FC Renton                    |
| FC Aberdeen                             | 4:6      | FC St. Mirren                |
| Airdrieonians FC                        | 3:6      | Third Lanark                 |
| Albion Rovers                           | 1:2      | FC Kilmarnock                |
| Celtic Glasgow                          | 3:1      | FC Linthouse                 |
| FC Clyde                                | *4:1 *   | FC Dumbarton                 |
| FC Cowlairs                             | *2:5 *   | FC Queen’s Park              |
| FC Dunblane                             | 0:3      | FC Broxburn                  |
| 5th Kirkcudbrightshire Rifle Volunteers | 5:3      | FC Camelon                   |
| FC King’s Park                          | 6:2      | FC Monkcastle                |
| FC Motherwell                           | *9:2 *   | FC Campsie                   |
| FC Northern                             | 1:3      | Leith Athletic               |
| Glasgow Rangers                         | 7:0      | FC Annbank                   |
| FC Royal Albert                         | 6:1      | FC Cambuslang                |
| FC St. Bernard’s                        | 5:1      | Queen of the South Wanderers |
| FC Stenhousemuir                        | 1:1      | Heart of Midlothian          |

### Wiederholungsspiele
|                     | Ergebnis |                  |
| ------------------- | -------- | ---------------- |
| FC Clyde            | 1:6      | FC Dumbarton     |
| FC Queen’s Park     | 4:1      | FC Cowlairs      |
| Heart of Midlothian | 8:0      | FC Stenhousemuir |
| FC Motherwell       | 6:4      | FC Campsie       |

## Achtelfinale
Ausgetragen wurden die Begegnungen zwischen dem 17. Dezember 1892 und 28. Januar 1893. Das Wiederholungsspiel fand am 24. Dezember 1892 statt.
|                 | Ergebnis |                                         |
| --------------- | -------- | --------------------------------------- |
| FC Abercorn     | 4:5      | Third Lanark                            |
| FC Broxburn     | 3:0      | FC King’s Park                          |
| Celtic Glasgow  | 7:0      | 5th Kirkcudbrightshire Rifle Volunteers |
| FC Kilmarnock   | 0:8      | FC Queen’s Park                         |
| Leith Athletic  | 0:2      | FC St. Mirren                           |
| FC Motherwell   | 2:4      | Heart of Midlothian                     |
| Glasgow Rangers | 1:0      | FC Dumbarton                            |
| FC Royal Albert | 1:1      | FC St. Bernard’s                        |

### Wiederholungsspiel
|                  | Ergebnis |                 |
| ---------------- | -------- | --------------- |
| FC St. Bernard’s | 5:2      | FC Royal Albert |

## Viertelfinale
Ausgetragen wurden die Begegnungen zwischen dem 21. Januar und 4. Februar 1893. Das Wiederholungsspiel fand im Januar oder Februar 1893 statt.
|                     | Ergebnis |                 |
| ------------------- | -------- | --------------- |
| FC Broxburn         | 4:3      | FC St. Mirren   |
| Celtic Glasgow      | 5:1      | Third Lanark    |
| Heart of Midlothian | 1:1      | FC Queen’s Park |
| FC St. Bernard’s    | 3:2      | Glasgow Rangers |

### Wiederholungsspiel
|                 | Ergebnis |                     |
| --------------- | -------- | ------------------- |
| FC Queen’s Park | 5:2      | Heart of Midlothian |

## Halbfinale
Ausgetragen wurden die Begegnungen am 4. Februar 1893.
|                 | Ergebnis |                  |
| --------------- | -------- | ---------------- |
| Celtic Glasgow  | *5:0 *   | FC St. Bernard’s |
| FC Queen’s Park | **4:2 *  | FC Broxburn      |

## Finale
| FC Queen’s Park                          | FC Queen’s Park | Celtic Glasgow | Celtic Glasgow |
| ---------------------------------------- | --- | --- | -------------- |
| FC Queen’s Park                          | \| Finale \| \| 25. Februar 1893 in Glasgow (Ibrox Park) \| \| Ergebnis: 0:1 (0:0) * \| \| Zuschauer: 50.000 \| \| Schiedsrichter: n. b. \| \| Spielbericht \| | \| Finale \| \| 25. Februar 1893 in Glasgow (Ibrox Park) \| \| Ergebnis: 0:1 (0:0) * \| \| Zuschauer: 50.000 \| \| Schiedsrichter: n. b. \| \| Spielbericht \|                        | Celtic Glasgow |
| FC Queen’s Park                          | n. b. Cheftrainer: n. b. | Joe Cullen – Jerry Reynolds, Dan Doyle, James Kelly, Willie Maley, Michael Dunbar, James Blessington, Thomas Towie, David Hamilton, Sandy McMahon, Johnny Campbell Cheftrainer: n. b. | Celtic Glasgow |
| FC Queen’s Park                          | 0:1 Thomas Towie | | Celtic Glasgow |
| Finale                                   | | |                |
| 25. Februar 1893 in Glasgow (Ibrox Park) | | |                |
| Ergebnis: 0:1 (0:0) *                    | | |                |
| Zuschauer: 50.000                        | | |                |
| Schiedsrichter: n. b.                    | | |                |
| Spielbericht                             | | |                |

## Wiederholungsfinale
| Celtic Glasgow                        | Celtic Glasgow | FC Queen’s Park | FC Queen’s Park |
| ------------------------------------- | --- | --- | --------------- |
| Celtic Glasgow                        | \| Finale \| \| 11. März 1893 in Glasgow (Ibrox Park) \| \| Ergebnis: 1:2 (0:2) \| \| Zuschauer: 13.239 \| \| Schiedsrichter: Harrison \| \| Spielbericht \|                         | \| Finale \| \| 11. März 1893 in Glasgow (Ibrox Park) \| \| Ergebnis: 1:2 (0:2) \| \| Zuschauer: 13.239 \| \| Schiedsrichter: Harrison \| \| Spielbericht \|                             | FC Queen’s Park |
| Celtic Glasgow                        | Joe Cullen – Jerry Reynolds, Dan Doyle, Willie Maley, James Kelly, Michael Dunbar, Thomas Towie, James Blessington, Johnny Madden, Sandy McMahon, Johnny Campbell Cheftrainer: n. b. | Andrew Baird, Donald Sillars, Bob Smellie, John Gillespie, Robert McFarlane, Stewart*, William Gulliland, Tom Waddell, James Hamilton, William Sellar, William Lambie Cheftrainer: n. b. | FC Queen’s Park |
| Celtic Glasgow                        | n. b. | n. b. n. b. | FC Queen’s Park |
| Finale                                | | |                 |
| 11. März 1893 in Glasgow (Ibrox Park) | | |                 |
| Ergebnis: 1:2 (0:2)                   | | |                 |
| Zuschauer: 13.239                     | | |                 |
| Schiedsrichter: Harrison              | | |                 |
| Spielbericht                          | | |                 |